# Sindaci di Taranto
Di seguito l'elenco cronologico dei sindaci di Taranto e delle altre figure apicali equivalenti che si sono succedute nel corso della storia.

## Regno d'Italia (1861-1946)
| Periodo           | Periodo           | Primo cittadino         | Partito                      | Carica                          | Note |
| ----------------- | ----------------- | ----------------------- | ---------------------------- | ------------------------------- | ---- |
| 1860              |                   | Angelo Farese           |                              | Sindaco                         |      |
| 1861              | 1862              | Francesco De Nicola     |                              | Sindaco                         |      |
| 1863              |                   | Raffaele Greco          |                              | Sindaco                         |      |
| 1864              | 1866              | Angelo Farese           |                              | Sindaco                         |      |
| 1867              | 1869              | Giuseppe De Cesare      |                              | Sindaco                         |      |
| 30 giugno 1871    | 24 novembre 1871  | Giuseppe Doneddu        |                              | Regio Delegato Straordinario    |      |
| 25 novembre 1871  | 11 settembre 1874 | Raffaele Lo Jucco       |                              | Sindaco                         |      |
| 31 marzo 1875     | 29 aprile 1876    | Domenico Sebastio       |                              | Sindaco facente funzioni        |      |
| 27 maggio 1876    | 2 maggio 1878     | Vincenzo Pupino         |                              | Sindaco facente funzioni        |      |
| 16 maggio 1878    | 16 settembre 1878 | Vincenzo De Cesare      |                              | Sindaco facente funzioni        |      |
| 17 settembre 1878 | 24 ottobre 1878   | Stefano Berardi         |                              | Sindaco facente funzioni        |      |
| 25 ottobre 1878   | 13 gennaio 1879   | Vincenzo De Cesare      |                              | Sindaco facente funzioni        |      |
| 14 gennaio 1879   | 9 ottobre 1879    | Nicola Lo Re            |                              | Sindaco facente funzioni        |      |
| 24 marzo 1880     | 18 maggio 1880    | Nicola Spartera         |                              | Sindaco facente funzioni        |      |
| 19 maggio 1880    | 29 agosto 1880    | Nicola Lo Re            |                              | Sindaco facente funzioni        |      |
| 30 agosto 1880    | 19 settembre 1880 | Nicola Spartera         |                              | Sindaco facente funzioni        |      |
| 20 settembre 1880 | 6 gennaio 1881    | Adolfo Tucci            |                              | Sindaco facente funzioni        |      |
| 7 gennaio 1881    | 3 aprile 1882     | Adolfo Tucci            |                              | Sindaco                         |      |
| 4 aprile 1882     | 29 settembre 1882 | Nicola Spartera         |                              | Sindaco facente funzioni        |      |
| 25 settembre 1882 | 9 febbraio 1883   | Luigi Sebastio          |                              | Sindaco facente funzioni        |      |
| 10 febbraio 1883  | 19 maggio 1883    | Giacomo Mazza           |                              | Regio Delegato                  |      |
| 4 ottobre 1883    | 17 giugno 1885    | Vincenzo Sebastio       |                              | Sindaco                         |      |
| 13 ottobre 1885   | 9 agosto 1886     | Ludovico Carducci       |                              | Sindaco                         |      |
| 10 agosto 1886    | 13 novembre 1887  | E. Moro                 |                              | Delegato Straordinario          |      |
| 14 novembre 1887  | 3 gennaio 1890    | Vincenzo Sebastio       |                              | Sindaco                         |      |
| 4 gennaio 1890    | 17 marzo 1891     | Luigi Viola             |                              | Sindaco                         |      |
| 18 marzo 1891     | 19 agosto 1891    | Giustiniano Bonfiglioli |                              | Commissario Straordinario       |      |
| 20 agosto 1891    | 4 luglio 1895     | Carlo Primiceri         |                              | Sindaco                         |      |
| 5 luglio 1895     | 25 marzo 1897     | Vincenzo Damasco        |                              | Sindaco                         |      |
| 26 marzo 1897     | 10 aprile 1897    | Claudio Alberti         |                              | Commissario Prefettizio         |      |
| 11 aprile 1897    | 16 luglio 1897    | Michele Spirito         |                              | Commissario Prefettizio         |      |
| 17 luglio 1897    | 22 agosto 1899    | Ernesto Olmi            |                              | Sindaco                         |      |
| 23 agosto 1899    | 7 agosto 1901     | Vincenzo Damasco        |                              | Sindaco                         |      |
| 8 agosto 1901     | 5 febbraio 1902   | Beniamino Battistoni    |                              | Regio Commissario Straordinario |      |
| 6 febbraio 1902   | 23 settembre 1902 | Vincenzo Damasco        |                              | Sindaco                         |      |
| 24 settembre 1902 | 29 aprile 1903    | Camillo Iannelli        |                              | Sindaco                         |      |
| 30 aprile 1903    | 10 dicembre 1903  | Angelo Parabita         |                              | Sindaco                         |      |
| 11 dicembre 1903  | 7 giugno 1904     | Attilio De Johannis     |                              | Regio Commissario Straordinario |      |
| 8 giugno 1904     | 26 luglio 1908    | Camillo Iannelli        |                              | Sindaco                         |      |
| 27 luglio 1908    | 14 marzo 1909     | Empedocle Lauricella    |                              | Commissario Prefettizio         |      |
| 15 marzo 1909     | 19 aprile 1909    | Giacomo Semeraro        |                              | Commissario Prefettizio         |      |
| 20 aprile 1909    | 9 luglio 1919     | Francesco Troilo        |                              | Sindaco                         |      |
| 10 luglio 1919    | 4 agosto 1919     | Giacomo Semeraro        |                              | Commissario Prefettizio         |      |
| 5 agosto 1919     | 19 novembre 1920  | Giacomo Semeraro        |                              | Regio Commissario               |      |
| 20 novembre 1920  | 18 ottobre 1922   | Pasquale Delli Ponti    |                              | Sindaco                         |      |
| 19 ottobre 1922   | 6 maggio 1923     | Giovanni Spartera       |                              | Sindaco                         |      |
| 7 maggio 1923     | 19 giugno 1923    | Egilio Miadonna         |                              | Commissario Prefettizio         |      |
| 20 giugno 1923    | 29 gennaio 1924   | Gennaro Di Donato       |                              | Commissario Prefettizio         |      |
| 30 gennaio 1924   | 6 luglio 1924     | Emilio D'Eufemia        |                              | Regio Commissario               |      |
| 7 luglio 1924     | 18 giugno 1925    | Ildebrando Merlo        |                              | Commissario Prefettizio         |      |
| 19 giugno 1925    | 15 dicembre 1925  | Nicola D'Ammacco        |                              | Commissario Prefettizio         |      |
| 16 dicembre 1925  | 15 dicembre 1926  | Salvatore Portelli      |                              | Commissario Prefettizio         |      |
| 16 dicembre 1926  | 9 aprile 1930     | Giovanni Spartera       | Partito Nazionale Fascista   | Podestà                         |      |
| 10 aprile 1930    | 9 gennaio 1933    | Giovanni Ortolani       |                              | Commissario Prefettizio         |      |
| 10 gennaio 1933   | 20 aprile 1934    | Leonardo Mandragora     | Partito Nazionale Fascista   | Podestà                         |      |
| 21 aprile 1934    | 14 ottobre 1934   | Rosario Speciale        |                              | Commissario Prefettizio         |      |
| 15 ottobre 1934   | 3 novembre 1934   | Gilberto Mazzanti       |                              | Commissario Prefettizio         |      |
| 4 novembre 1934   | 4 novembre 1937   | Antonino Callari        | Partito Nazionale Fascista   | Podestà                         |      |
| 5 novembre 1937   | 15 dicembre 1937  | Raffaele Muscogiuri     |                              | Commissario Prefettizio         |      |
| 6 dicembre 1937   | 8 dicembre 1938   | Giuseppe Tarantini      | Partito Nazionale Fascista   | Podestà                         |      |
| 9 dicembre 1938   | 3 gennaio 1939    | Raffaele Giovinazzi     |                              | Commissario Prefettizio         |      |
| 4 gennaio 1939    | 15 ottobre 1941   | Raffaele Giovinazzi     | Partito Nazionale Fascista   | Podestà                         |      |
| 16 ottobre 1941   | 1º ottobre 1943   | Pietro Pampillonia      |                              | Commissario Prefettizio         |      |
| 2 ottobre 1943    | 8 maggio 1944     | Agilulfo Caramia        | Partito Nazionale Monarchico | Sindaco                         |      |
| 9 maggio 1944     | 13 dicembre 1946  | Ciro Drago              | Partito Socialista Italiano  | Sindaco                         |      |

## Repubblica Italiana (dal 1946)
| Sindaci eletti dal Consiglio comunale (1946-1993)    | Sindaci eletti dal Consiglio comunale (1946-1993) | Sindaci eletti dal Consiglio comunale (1946-1993) | Sindaci eletti dal Consiglio comunale (1946-1993) | Sindaci eletti dal Consiglio comunale (1946-1993) | Sindaci eletti dal Consiglio comunale (1946-1993) | Sindaci eletti dal Consiglio comunale (1946-1993) | Sindaci eletti dal Consiglio comunale (1946-1993) | Sindaci eletti dal Consiglio comunale (1946-1993) |
| Nominativo                                           | Nominativo                                        | Partito                                           | Partito                                           | Partito                                           | Partito                                           | Mandato                                           | Mandato                                           | Elezione                                          |
| Nominativo                                           | Nominativo                                        | Partito                                           | Partito                                           | Partito                                           | Partito                                           | Inizio                                            | Fine                                              | Elezione                                          |
| ---------------------------------------------------- | ------------------------------------------------- | ------------------------------------------------- | ------------------------------------------------- | ------------------------------------------------- | ------------------------------------------------- | ------------------------------------------------- | ------------------------------------------------- | ------------------------------------------------- |
|                                                      | Odoardo Voccoli                                   |                                                   | Partito Comunista Italiano                        | Partito Comunista Italiano                        | Partito Comunista Italiano                        | 14 dicembre 1946                                  | 28 febbraio 1948                                  | Elezione 1946                                     |
|                                                      | Giulio Cesare Fella (Facente funzioni)            |                                                   | Partito Repubblicano Italiano                     | Partito Repubblicano Italiano                     | Partito Repubblicano Italiano                     | 29 febbraio 1948                                  | 4 febbraio 1949                                   | Elezione 1946                                     |
|                                                      | Carlo Di Donna                                    |                                                   | Partito Comunista Italiano                        | Partito Comunista Italiano                        | Partito Comunista Italiano                        | 5 febbraio 1949                                   | 2 maggio 1950                                     | Elezione 1946                                     |
|                                                      | Ferruccio Scolaro (Commissario prefettizio)       | –                                                 | –                                                 | –                                                 | –                                                 | 3 maggio 1950                                     | 12 luglio 1951                                    | –                                                 |
|                                                      | Nicola De Falco                                   |                                                   | Partito Comunista Italiano                        | Partito Comunista Italiano                        | Partito Comunista Italiano                        | 13 luglio 1951                                    | 25 luglio 1956                                    | Elezione 1951                                     |
|                                                      | Raffaele Leone                                    |                                                   | Democrazia Cristiana                              | Democrazia Cristiana                              | Democrazia Cristiana                              | 26 luglio 1956                                    | 15 dicembre 1957                                  | Elezione 1956                                     |
|                                                      | Angelo Monfredi                                   |                                                   | Democrazia Cristiana                              | Democrazia Cristiana                              | Democrazia Cristiana                              | 16 dicembre 1957                                  | 23 aprile 1961                                    | Elezione 1956                                     |
|                                                      | Salvatore Spallitta                               |                                                   | Democrazia Cristiana                              | Democrazia Cristiana                              | Democrazia Cristiana                              | 24 aprile 1961                                    | 26 luglio 1963                                    | Elezione 1960                                     |
|                                                      | Giuseppe Conte                                    |                                                   | Democrazia Cristiana                              | Democrazia Cristiana                              | Democrazia Cristiana                              | 27 luglio 1963                                    | 5 maggio 1965                                     | Elezione 1960                                     |
|                                                      | Angelo Vincenzo Curci                             |                                                   | Democrazia Cristiana                              | Democrazia Cristiana                              | Democrazia Cristiana                              | 6 marzo 1965                                      | 27 settembre 1970                                 | Elezione 1964                                     |
|                                                      | Franco Lorusso                                    |                                                   | Democrazia Cristiana                              | Democrazia Cristiana                              | Democrazia Cristiana                              | 28 settembre 1970                                 | settembre 1975                                    | Elezione 1970                                     |
|                                                      | Leonardo Paradiso                                 |                                                   | Democrazia Cristiana                              | Democrazia Cristiana                              | Democrazia Cristiana                              | 15 settembre 1975                                 | 9 luglio 1976                                     | Elezione 1975                                     |
|                                                      | Giuseppe Cannata                                  |                                                   | Partito Comunista Italiano                        | Partito Comunista Italiano                        | Partito Comunista Italiano                        | luglio 1976                                       | 1980                                              | Elezione 1975                                     |
| 1980                                                 | Giuseppe Cannata                                  | maggio 1983                                       | Partito Comunista Italiano                        | Partito Comunista Italiano                        | Partito Comunista Italiano                        | Elezione 1980                                     |                                                   |                                                   |
|                                                      | Augusto Intelligente                              |                                                   | Partito Comunista Italiano                        | Partito Comunista Italiano                        | Partito Comunista Italiano                        | Elezione 1980                                     | maggio 1983                                       | luglio 1983                                       |
|                                                      | Giovanni Battafarano                              |                                                   | Partito Comunista Italiano                        | Partito Comunista Italiano                        | Partito Comunista Italiano                        | Elezione 1980                                     | luglio 1983                                       | ottobre 1985                                      |
|                                                      | Mario Guadagnolo                                  |                                                   | Partito Socialista Italiano                       | Partito Socialista Italiano                       | Partito Socialista Italiano                       | 1985                                              | 1990                                              | Elezione 1985                                     |
|                                                      | Michele Armentani                                 |                                                   | Partito Socialista Italiano                       | Partito Socialista Italiano                       | Partito Socialista Italiano                       | agosto 1990                                       | gennaio 1991                                      | Elezione 1990                                     |
|                                                      | Alfengo Carducci                                  |                                                   | Democrazia Cristiana                              | Democrazia Cristiana                              | Democrazia Cristiana                              | gennaio 1991                                      | 19 novembre 1991                                  | Elezione 1990                                     |
|                                                      | Roberto Della Torre                               |                                                   | Democrazia Cristiana                              | Democrazia Cristiana                              | Democrazia Cristiana                              | 19 novembre 1991                                  | 5 dicembre 1993                                   | Elezione 1990                                     |
| Sindaci eletti direttamente dai cittadini (dal 1993) |                                                   |                                                   |                                                   |                                                   |                                                   |                                                   |                                                   |                                                   |
| Nominativo                                           | Nominativo                                        | Partito                                           | Partito                                           | Coalizione                                        | Coalizione                                        | Mandato                                           | Mandato                                           | Elezione                                          |
| Nominativo                                           | Nominativo                                        | Partito                                           | Partito                                           | Coalizione                                        | Coalizione                                        | Inizio                                            | Fine                                              | Elezione                                          |
|                                                      | Giancarlo Cito                                    |                                                   | Lega d'Azione Meridionale                         |                                                   | LAM                                               | 14 dicembre 1993                                  | 24 febbraio 1996                                  | Elezione 1993                                     |
|                                                      | Gaetano De Cosmo (Vicesindaco facente funzioni)   |                                                   | Lega d'Azione Meridionale                         | 24 febbraio 1996                                  | LAM                                               | 23 giugno 1996                                    |                                                   | Elezione 1993                                     |
| Gaetano De Cosmo                                     |                                                   | LAM-FI-AN-CCD                                     | Lega d'Azione Meridionale                         | 23 giugno 1996                                    | 10 agosto 1999                                    | Elezione 1996                                     |                                                   |                                                   |
|                                                      | Costantino Ippolito (Commissario prefettizio)     | –                                                 | –                                                 | –                                                 | –                                                 | 10 agosto 1999                                    | 1º maggio 2000                                    | –                                                 |
|                                                      | Rossana Di Bello                                  |                                                   | Forza Italia                                      |                                                   | FI-AN-CCD                                         | 1º maggio 2000                                    | 3 aprile 2005                                     | Elezione 2000                                     |
|                                                      | Rossana Di Bello                                  | FI-AN-UdC-L. civiche                              | Forza Italia                                      | 3 aprile 2005                                     | 17 febbraio 2006                                  | Elezione 2005                                     |                                                   |                                                   |
|                                                      | Tommaso Blonda (Commissario prefettizio)          | –                                                 | –                                                 | –                                                 | –                                                 | 21 marzo 2006                                     | 14 giugno 2007                                    | –                                                 |
|                                                      | Ippazio Stefano                                   |                                                   | Rifondazione Comunista                            |                                                   | PRC-FdV-PdCI-UDEUR-L. civiche                     | 14 giugno 2007                                    | 22 maggio 2012                                    | Elezione 2007                                     |
|                                                      | Ippazio Stefano                                   | Sinistra Ecologia Libertà                         |                                                   | PD-IdV-SEL-PSI-UdC                                | 22 maggio 2012                                    | 29 giugno 2017                                    | Elezione 2012                                     |                                                   |
|                                                      | Rinaldo Melucci                                   |                                                   | Partito Democratico                               |                                                   | PD-PSI-L. civiche                                 | 29 giugno 2017                                    | 16 novembre 2021                                  | Elezione 2017                                     |
|                                                      | Vincenzo Cardellicchio (Commissario prefettizio)  | –                                                 | –                                                 | –                                                 | –                                                 | 25 novembre 2021                                  | 17 giugno 2022                                    | –                                                 |
|                                                      | Rinaldo Melucci                                   |                                                   | Indipendente (dal 2023)                           |                                                   | PD-SI-Art1-M5S-EV-PSI-L. civiche (fino al 2023)   | 17 giugno 2022                                    | 21 febbraio 2025                                  | Elezione 2022                                     |
|                                                      | Rinaldo Melucci                                   | IV-L. civiche (dal 2023)                          | Indipendente (dal 2023)                           |                                                   |                                                   | 17 giugno 2022                                    | 21 febbraio 2025                                  | Elezione 2022                                     |
|                                                      | Giuliana Perrotta (Commissario prefettizio)       | –                                                 | –                                                 | –                                                 | –                                                 | 21 febbraio 2025                                  | 17 giugno 2025                                    | –                                                 |
|                                                      | Piero Bitetti                                     |                                                   | Con Emiliano                                      |                                                   | PD-Con-DemoS-AVS-L. civiche                       | 17 giugno 2025                                    | in carica                                         | Elezione 2025                                     |